# Saint-Clair (Ardèche)
Pour les articles homonymes, voir Saint-Clair.
Saint-Clair est une commune française, située dans le département de l'Ardèche en région Auvergne-Rhône-Alpes, à 5 km au nord de la ville d'Annonay.

## Géographie

### Situation et description
La commune de Saint-Clair a une superficie limitée de 5,81 km2 entre ses voisines de Boulieu, Savas, Peaugres et Davézieux. Mais sa proximité d'Annonay et son exposition sud en ont fait une commune très recherchée pour la construction de villas depuis les années 1970.
Le premier plan d'occupation des sols avait prévu de rendre constructible un « croissant » de Boulieu à Saint-Clair en intégrant le hameau de Combes. Des zones ont ainsi été construites à l'ouest et au nord du village ancien. 

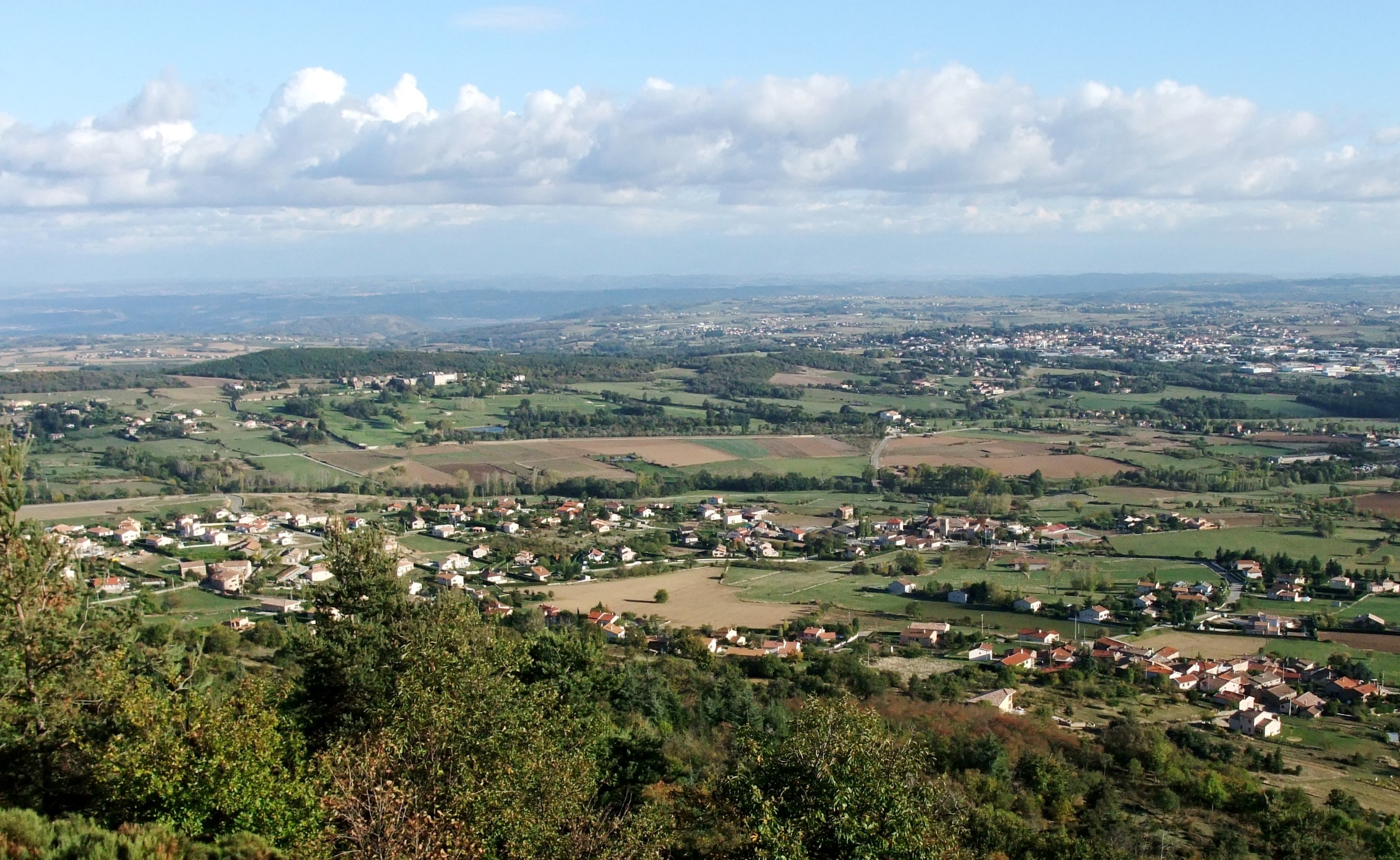
Une commune en exposition sud, au nord d'Annonay.

 D'autres constructions entourent la départementale 820.
Au nord, au-dessus de Combes, le versant bien abrité du Suc des Pins est un site intéressant de promenade, avec une piste forestière créée en 1987.
L'est de la commune est dominé par le château de Gourdan, dont une partie des terres est devenu un golf. À l'est de la route de Savas, la forêt de Gourdan a été renversée à 100 % par la tempête de décembre 1999. La partie la plus à l'est a été reboisée en cèdres de l'Atlas et en pins Laricio de Corse. La partie ouest reste provisoirement en taillis. Dans ce secteur se trouve aussi un terrain d'envol pour les montgolfières.

### Communes limitrophes
Saint-Clair est limitrophe de quatre communes, toutes situées dans le département de l'Ardèche et réparties géographiquement de la manière suivante :

### Climat
Pour des articles plus généraux, voir Climat d'Auvergne-Rhône-Alpes et Climat de l'Ardèche.
En 2010, le climat de la commune est de type climat du Bassin du Sud-Ouest, selon une étude du CNRS s'appuyant sur une série de données couvrant la période 1971-2000. En 2020, Météo-France publie une typologie des climats de la France métropolitaine dans laquelle la commune est dans une zone de transition entre le climat de montagne et le climat méditerranéen et est dans la région climatique Sud-est du Massif Central, caractérisée par une pluviométrie annuelle de 1 000 à 1 500 mm, minimale en été, maximale en automne.
Pour la période 1971-2000, la température annuelle moyenne est de 11 °C, avec une amplitude thermique annuelle de 17,2 °C. Le cumul annuel moyen de précipitations est de 863 mm, avec 8,3 jours de précipitations en janvier et 5,9 jours en juillet. Pour la période 1991-2020, la température moyenne annuelle observée sur la station météorologique de Météo-France la plus proche, sur la commune d'Annonay à 4 km à vol d'oiseau, est de 12,3 °C et le cumul annuel moyen de précipitations est de 801,5 mm,. Pour l'avenir, les paramètres climatiques de la commune estimés pour 2050 selon différents scénarios d'émission de gaz à effet de serre sont consultables sur un site dédié publié par Météo-France en novembre 2022.

### Voies de communication
La commune est traversée par la route départementale 820 (RD820) qui la relie à Annonay (par Davézieux). Ce contournement nord d'Annonay avait été classé en 1960 comme partie de la route nationale 82, la « route bleue » qui auparavant descendait dans Annonay. C'est de part et d'autre de cette route qu'a été créée la zone d'activités commerciale et artisanale de Massas Chantecaille.

## Urbanisme

### Typologie
Au 1er janvier 2024, Saint-Clair est catégorisée commune rurale à habitat dispersé, selon la nouvelle grille communale de densité à 7 niveaux définie par l'Insee en 2022.
Elle appartient à l'unité urbaine d'Annonay, une agglomération intra-départementale dont elle est une commune de la banlieue,. Par ailleurs la commune fait partie de l'aire d'attraction d'Annonay, dont elle est une commune de la couronne,. Cette aire, qui regroupe 37 communes, est catégorisée dans les aires de 50 000 à moins de 200 000 habitants,.

### Occupation des sols
L'occupation des sols de la commune, telle qu'elle ressort de la base de données européenne d’occupation biophysique des sols Corine Land Cover (CLC), est marquée par l'importance des territoires agricoles (47,1 % en 2018), en diminution par rapport à 1990 (67,1 %). La répartition détaillée en 2018 est la suivante : prairies (24,3 %), zones agricoles hétérogènes (22,8 %), zones urbanisées (21,5 %), forêts (20,5 %), espaces verts artificialisés, non agricoles (10,9 %).
L'évolution de l’occupation des sols de la commune et de ses infrastructures peut être observée sur les différentes représentations cartographiques du territoire : la carte de Cassini (XVIIIe siècle), la carte d'état-major (1820-1866) et les cartes ou photos aériennes de l'IGN pour la période actuelle (1950 à aujourd'hui).

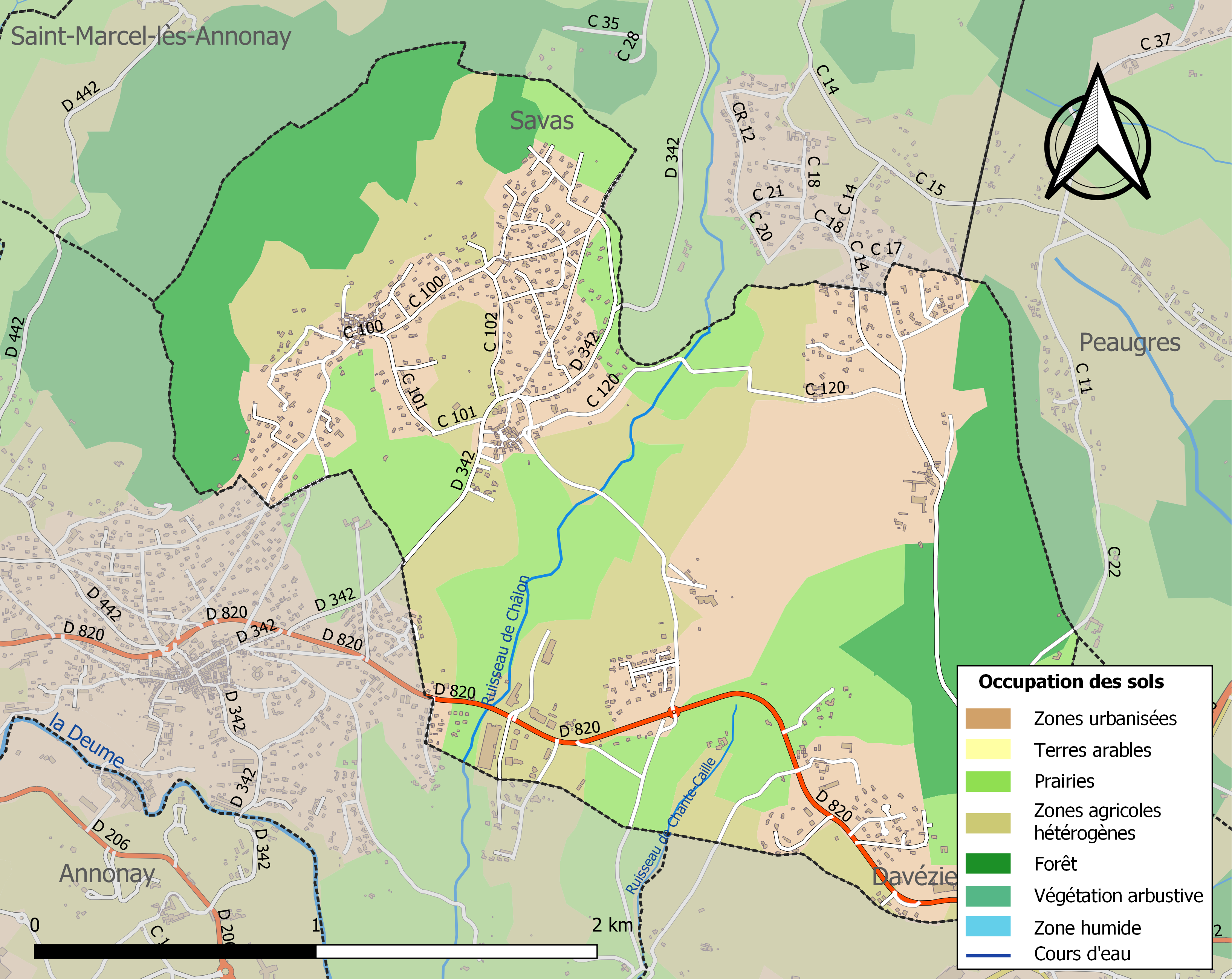
Carte des infrastructures et de l'occupation des sols de la commune en 2018 (CLC).

## Histoire

### Des origines peu connues

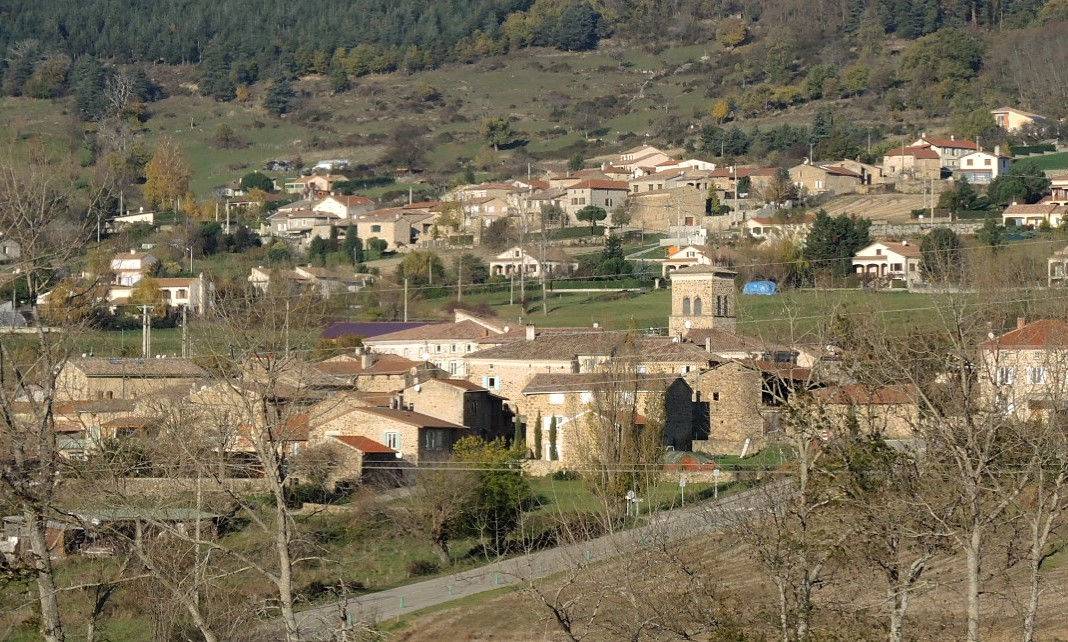
Deux regroupements d'habitat ancien : au village, et au hameau de Combes.

On ne peut faire que des suppositions sur les origines de Saint-Clair. Son regroupement central de maisons anciennes est plus proche de la taille d'un hameau, de taille comparable à son voisin de Combes. Ces deux hameaux ont composé cependant au Moyen Âge une paroisse à part entière, distincte de leur grande voisine de Boulieu. L'entité administrative s'est peut-être créée par rapport au domaine proche de Gourdan, qui s'étendait jusqu'en proximité de Boulieu. Toujours est-il qu'une église paroissiale de dimensions modestes a été construite au hameau le plus central du territoire. Elle a conservé en partie son caractère roman. Sur le reste du territoire, l'habitat s'est longtemps limité à des fermes éparses.
En 1353, une vigne sise à Galende, dans le vignoble d'Annonay, est confrontée entre autres à l'iter quo itur de Annoniaco versus Sanctum Clarum.

### Des services collectifs auXXesiècle
Dans la première moitié du XXe siècle, les conseils municipaux ont accompagné l'installation des réseaux modernes d'énergie : l'électricité et le téléphone. L'adduction d'eau a aussi été un problème. Un premier réseau collectif a été inauguré en 1936. Et en 1939, Saint-Clair a adhéré à un syndicat intercommunal de distribution des eaux.
Avec la circulation des voitures, l'entretien des voies de communication a nécessité des prises en charge communales : en 1932, un premier « cantonnier » a été engagé, mais en partage avec Boulieu (2 jours / 4 jours).
En 1933, un service d'incendie devait déjà exister, mais Saint-Clair a préféré signer une convention avec Boulieu pour mutualiser les ressources.
En 1952, la commune payait quelques heures à un « tambour afficheur », à un sonneur de cloches et à un « agent commissionnaire », qui était chargé des communications urgentes avec l'extérieur de la commune.
Le ramassage des ordures ménagères semble avoir été institué en 1973, du moins au rythme de deux par semaine.
C'est en 1979 qu'un temps complet a été accordé à un « ouvrier d'entretien de la voie publique ». Et un autre poste en 1983 pour le secrétariat de la mairie.
À partir des années 1980, beaucoup de charges collectives ont été assurées au sein de « syndicats intercommunaux ». Actuellement, la commune participe à une dizaine de ces structures, avec ses voisines de la Deûme, de la Communauté, ou même du Département. La mutualisation de ces services n'a pas empêché les travaux communaux de nécessiter toujours un peu plus de main d'œuvre, avec douze employés municipaux en 2013. En revanche, bien sûr, les services assurés ont augmenté : entretien et fonctionnement de l'école, de l'église, du cimetière, des salles d'activité, des terrains de sports et des voies communales…

### Une école avec Savas

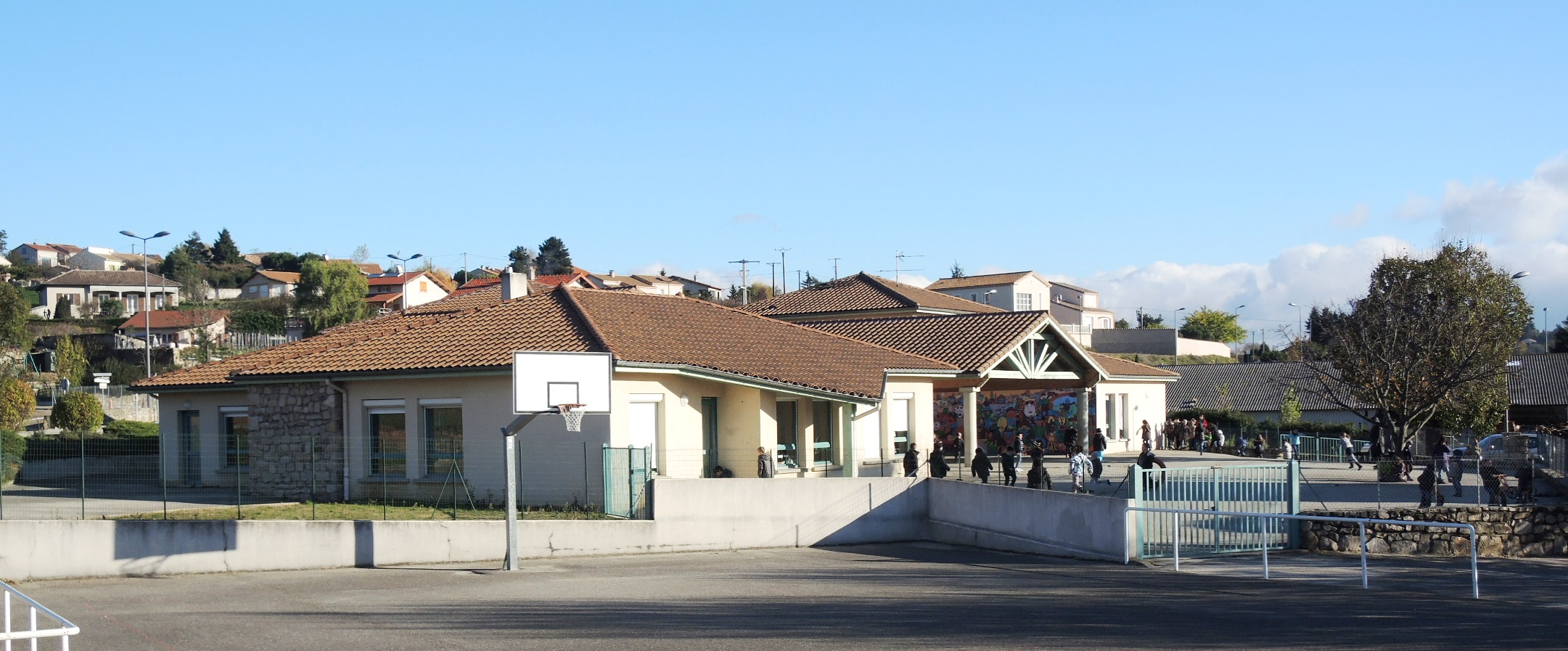
La nouvelle école ouverte en 1995, en collaboration avec la commune de Savas.

Par manque d'habitants, l'implantation d'écoles à Saint-Clair a longtemps été difficile. Par exemple, l'école privée qui était tenue par des religieuses a fermé en 1960. Le conseil municipal a alors décidé d'installer une école publique qui lui a succédé en 1961 dans les bâtiments de l'actuelle mairie. Mais à peine une dizaine d'élèves la fréquentaient en 1986. Il a fallu la volonté des élus pour arriver à rapatrier sur place les enfants des nouveaux arrivants qui continuaient à fréquenter les écoles de leurs anciennes communes. La situation s'est ensuite améliorée et les effectifs ont même rapidement progressé dans les années 1990. Une école neuve a alors été construite, mais en partenariat avec la commune de Savas dont l'école publique avait fermé en 1964. L'école a ouvert à la rentrée 1995 avec trois classes, et a été agrandie en 1999.

### Une urbanisation maintenant limitée
Ce sont les nouveaux réseaux d'adduction d'eau qui ont permis l'urbanisation de nouveaux terrains. L'eau courante est arrivée à Gourdan en 1959, en 1962 au village.
Quant à l'assainissement, toutes les habitations (sauf deux) ont été raccordées au réseau public.
La situation dominante et ensoleillée de Saint-Clair a rendu la commune très attractive pour la construction de villas. La population a en effet fortement augmenté depuis 1962, et s'est multipliée par cinq en quarante ans. Ce phénomène est maintenant freiné par la rétention des terrains restants par certains propriétaires. Par ailleurs, la proposition de maisons en lotissement n'a pas beaucoup de succès dans ce secteur. Les impôts locaux sont élevés. Enfin, les dernières règles législatives vont dans le sens d'une diminution des surfaces des terrains à bâtir. 75 % des habitants sont originaires d'Annonay. Les quatre cinquièmes des terrains agricoles présents en 1962 ont disparu, remplacés par des lotissements.

### Une agriculture en évolution

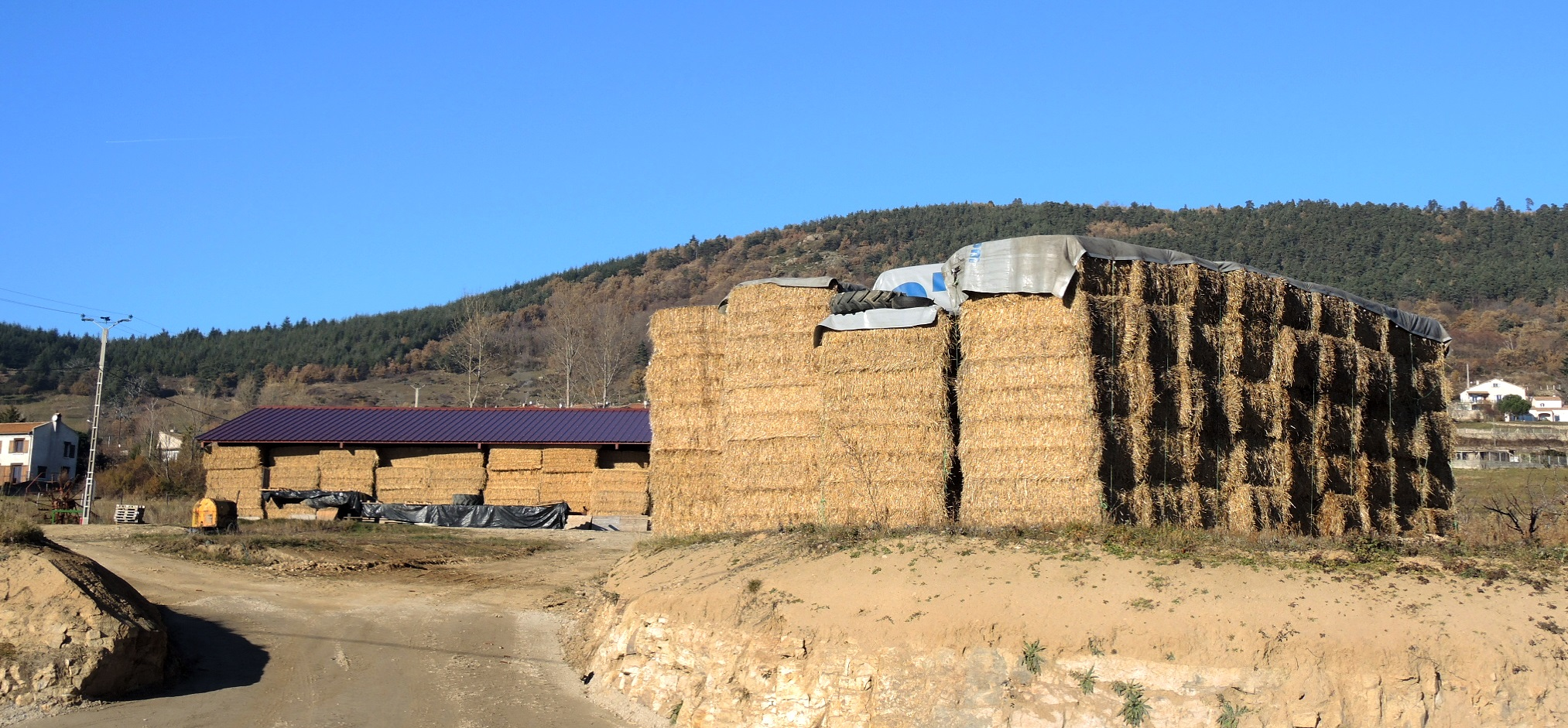
La production de fourrage est devenue l'activité principale.

Au niveau agricole, les terrains exploitables sont limités par l'espace réservé au golf et par les terrains urbanisés en villas ou en zones d'activités.
La culture de la vigne occupait 42 hectares en 1982, mais elle est en voie de disparition. Les vergers sont aussi en régression. L'élevage de vaches allaitantes est peu à peu remplacé par des productions de fourrage et de céréales pour vente à l'extérieur.
En 2013, on peut compter encore trois exploitations à part entière sur la commune. Un de ces agriculteurs a choisi d'assurer aussi des travaux agricoles au-delà des limites de la commune. Il dispose de deux moissonneuses et d'une ensileuse et emploie du personnel saisonnier selon les besoins. De la paille est revendue selon la demande.

### Chronologie
- Existence d'un village gaulois ?
- Moyen Âge : construction d'une église
- XIVe siècle : les Du Peloux propriétaires de Gourdan
- 1538 : construction d'un premier château
- 1605 : les De Voguë à Gourdan
- 1712 : restauration importante de l'église
- 1751 : nouveau bâtiment classique à Gourdan
- XVIIIe siècle : aménagement des jardins de Gourdan
- 1859 : agrandissements sud de l'église
- 1859 : construction du presbytère (mairie actuelle)
- 1869 : Eugène Melchior de Voguë vend Gourdan
- 1936 : travaux d'adduction d'eau
- 1960 : classement de la RN 82
- 1960 : fermeture de l'école des Sœurs
- 1961 : réouverture d'une école publique
- 1962 : réseau d'eau potable
- 1989 : zone artisanale de Chantecaille
- 1989 : ouverture du golf
- 1990 : ouverture de l'Hôtel du Pilat
- 1994 : salle communale avec local d'auberge
- 1995 : ouverture de l'école St-Clair / Savas
- 1997 : enfouissement de l'électricité au village
- 1999 : agrandissement de l'école
- 2007 : Domaine du Golf de Saint-Clair
- 2007 : contournement nord-est
- 2010 : cantine servie à l'école
- 2011 : passerelle sur la RD 820
- 2013 : extension de la zone de Chantecaille
- 2014 : aménagement de l'entrée ouest
- 2017 : création d'un rond-point en remplacement du carrefour dangereux entre la RD 820 et la route du Golf

### Administration municipale

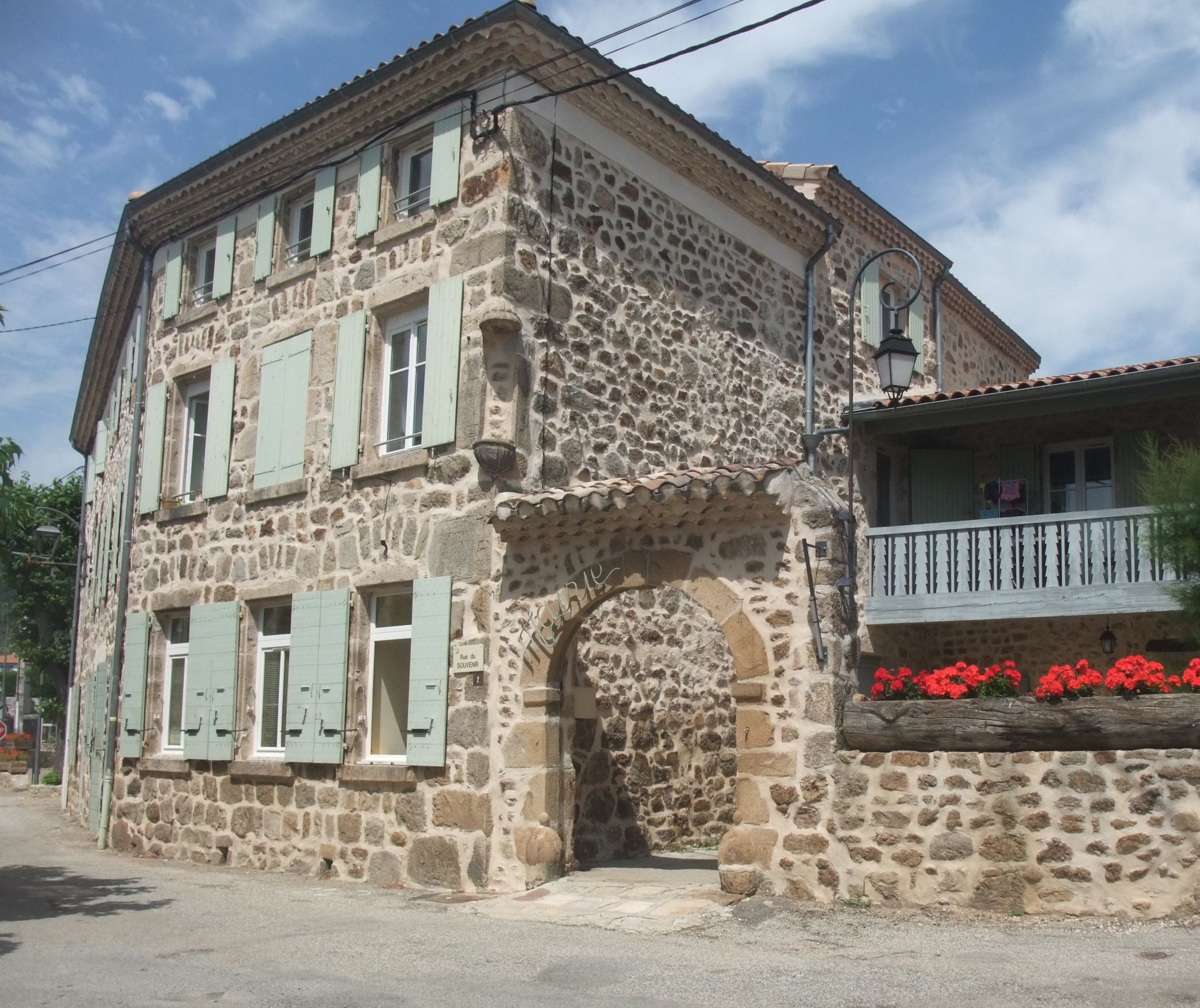
La mairie occupe l'ancien presbytère, construit en 1859.

## Politique et administration

### Liste des maires
| Période                                  | Période                   | Identité           | Étiquette | Qualité   |
| ---------------------------------------- | ------------------------- | ------------------ | --------- | --------- |
| Les données manquantes sont à compléter. |                           |                    |           |           |
| 1900                                     | 1908                      | Antoine Tardy      |           |           |
| 1908                                     | 1925                      | Auguste Roux       |           |           |
| 1925                                     | 1929                      | Paul Goin          |           |           |
| 1929                                     | 1944                      | Paul Escoffier     |           |           |
| 1945                                     | 1953                      | Louis Alléon       |           |           |
| 1953                                     | 1962                      | Marius Savoye      |           |           |
| 1962                                     | 1971                      | Marc Meyrand       |           |           |
| 1971                                     | 1986                      | J.-Pierre Lagrange |           |           |
| mars 2001                                | mars 2008                 | Laurent Duranton   |           |           |
| mars 2008                                | En cours (au 6 août 2020) | René Sabatier,     | DVD       | Ingénieur |

## Population et société

### Démographie
L'évolution du nombre d'habitants est connue à travers les recensements de la population effectués dans la commune depuis 1793. Pour les communes de moins de 10 000 habitants, une enquête de recensement portant sur toute la population est réalisée tous les cinq ans, les populations de référence des années intermédiaires étant quant à elles estimées par interpolation ou extrapolation. Pour la commune, le premier recensement exhaustif entrant dans le cadre du nouveau dispositif a été réalisé en 2008.

En 2022, la commune comptait 1 292 habitants, en évolution de +17,78 % par rapport à 2016 (Ardèche : +2,48 %, France hors Mayotte : +2,11 %).
| 1793 | 1800 | 1806 | 1821 | 1831 | 1836 | 1841 | 1846 | 1851 |
| ---- | ---- | ---- | ---- | ---- | ---- | ---- | ---- | ---- |
| 363  | 353  | 536  | 445  | 353  | 438  | 459  | 434  | 426  |

| 1856 | 1861 | 1866 | 1872 | 1876 | 1881 | 1886 | 1891 | 1896 |
| ---- | ---- | ---- | ---- | ---- | ---- | ---- | ---- | ---- |
| 444  | 407  | 400  | 367  | 382  | 385  | 390  | 388  | 339  |

| 1901 | 1906 | 1911 | 1921 | 1926 | 1931 | 1936 | 1946 | 1954 |
| ---- | ---- | ---- | ---- | ---- | ---- | ---- | ---- | ---- |
| 309  | 293  | 286  | 273  | 236  | 248  | 243  | 237  | 200  |

| 1962 | 1968 | 1975 | 1982 | 1990 | 1999 | 2006 | 2008  | 2013  |
| ---- | ---- | ---- | ---- | ---- | ---- | ---- | ----- | ----- |
| 196  | 281  | 425  | 641  | 742  | 918  | 999  | 1 022 | 1 068 |

| 2018  | 2022  | - | - | - | - | - | - | - |
| ----- | ----- | - | - | - | - | - | - | - |
| 1 141 | 1 292 | - | - | - | - | - | - | - |

Les deux regroupements d'habitat, Saint-Clair village et le hameau de Combes, sont longtemps restés modestes. La population de la commune a en plus fortement diminué à cause de l'exode rural, passant de 445 habitants en 1820 à 196 habitants en 1962. Mais, à partir des années 1960, la bonne exposition au sud des terrains a fait de Saint-Clair une commune recherchée pour la construction de villas. La population a alors fortement augmenté, et s'est multipliée par cinq en 40 ans. Elle a dépassé les 1 100 habitants en 2013. Ce phénomène est maintenant freiné par la rétention des terrains restants par certains propriétaires. Par ailleurs, la proposition de maisons en lotissement n'a pas beaucoup de succès dans ce secteur. Enfin, les dernières règles législatives vont dans le sens d'une diminution des surfaces des terrains à bâtir.

### Enseignement
La commune est rattachée à l'académie de Grenoble.

### Médias
La commune est située dans l'aire de distribution de deux organes de presse régionaux :
- L'Hebdo de l'Ardèche est un journal hebdomadaire français basé à Valence. Il couvre l'actualité de tout le département de l'Ardèche ;
- Le Dauphiné libéré est un journal quotidien de la presse écrite française régionale distribué dans la plupart des départements de l'ancienne région Rhône-Alpes, notamment l'Ardèche. La commune est située dans la zone d'édition d'Annonay.

### Manifestations culturelles et festivités
- Avril : rallye surprise du Comité des Fêtes (depuis 2010).
- Début mai : Fête des Géraniums (1995).
- Début juin : ouverture des jardins de Gourdan.
- Début octobre : Foire aux plantes rares (2009).
- Novembre : Course du Sentier botanique (2004).

### Associations
ACCA, Amicale classe 53 de la route bleue (1953). Fnaca Saint-Clair/Savas (1973), Sou des Écoles Saint-Clair/Savas (1976), Club des Heureux de Vivre (1984, avec Savas), ASL Gestion Forestière du Fayet (1987), Comité des Fêtes (2001).
Foot avec l'Étoile Sportive de Boulieu, AFR avec Boulieu et Savas (1986), Deûme Basket Saint-Clair / Boulieu / Savas / Bourg-Argental (2007), Tennis club Boulieu / Saint-Clair (1983), Golf du Domaine de Saint-Clair (1989), Yoga (2009).
La Compagnie d'à Côté (2004), L'Oiseau Lire (avec Boulieu), Art en Scène (2013).

## Économie

### La zone d'activités de Chantecaille
La zone d'activités de Massas / Chantecaille a reçu ses premiers occupants en 1989. Elle s'est peu à peu remplie, de part et d'autre de la route avec des agrandissements successifs. Une nouvelle extension a été ouverte en 2014. L'ensemble est géré par la communauté d'Agglomération. On y trouve principalement deux entreprises qui réalisent des pièces métalliques : SRCA et RCCM.

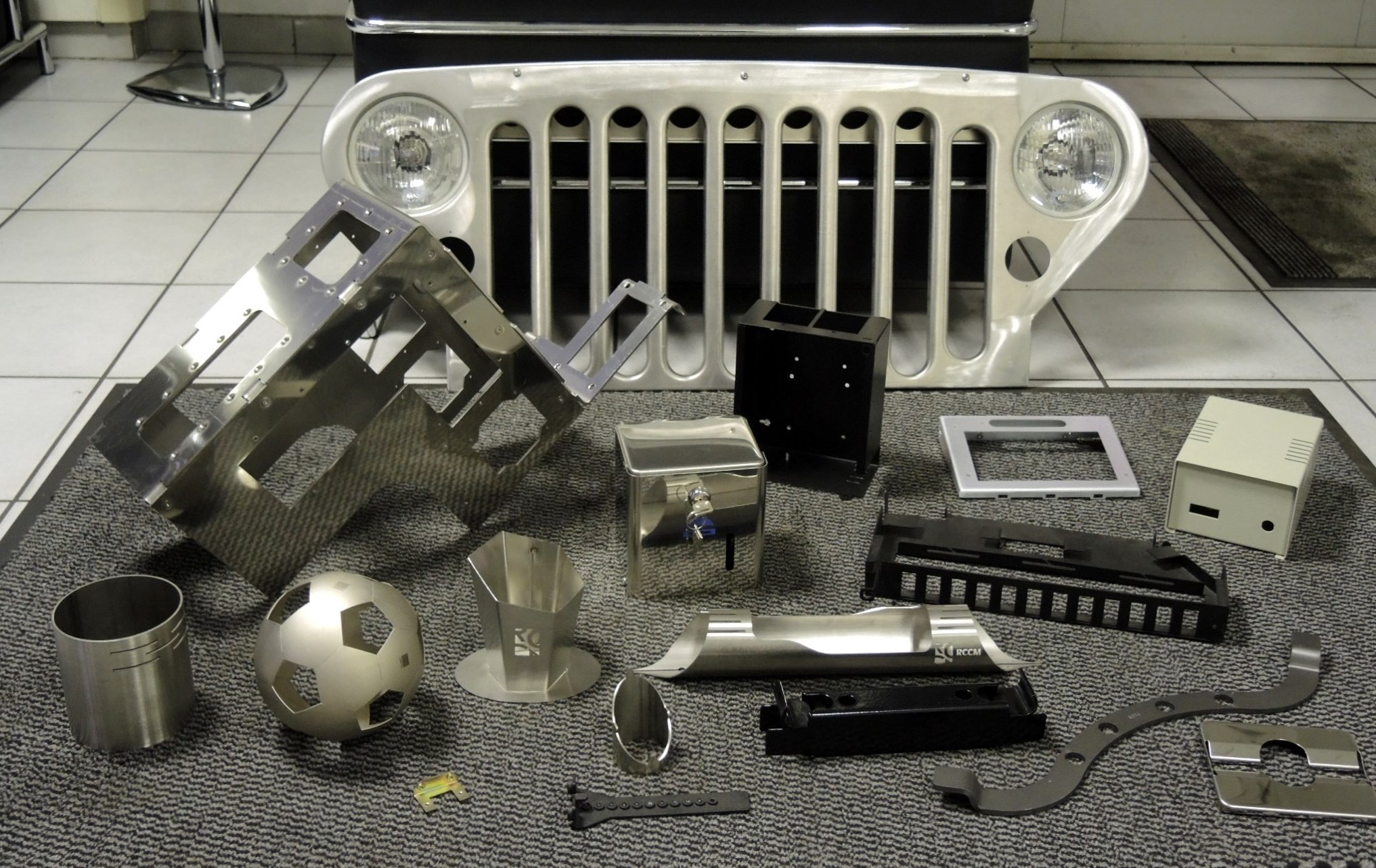
Des fabrications de pièces métalliques pour l'industrie.

On trouve aussi sur la zone de Chantecaille, au nord : un négoce de matériaux de construction, qui emploie dix-sept personnes, et huit autres commerces spécialisés.
Dans la partie sud de la zone on trouve une société de location de chapiteaux et de mobilier de réception, pose de volets, portes et stores. Également un cabinet de comptabilité, une carrosserie, un bureau d'expertise et une entreprise de chauffage et sanitaire. À proximité, une société qui livre des repas cuisinés à domicile.
En allant vers Davézieux, le garage Desruol Automobiles emploie 35 salariés. L'ancien garage situé place des Cordeliers, repris par Jean Desruol en 1950, s'est installé sur Saint-Clair en 1968.

## Culture locale et patrimoine

### Lieux et monuments

#### L'église

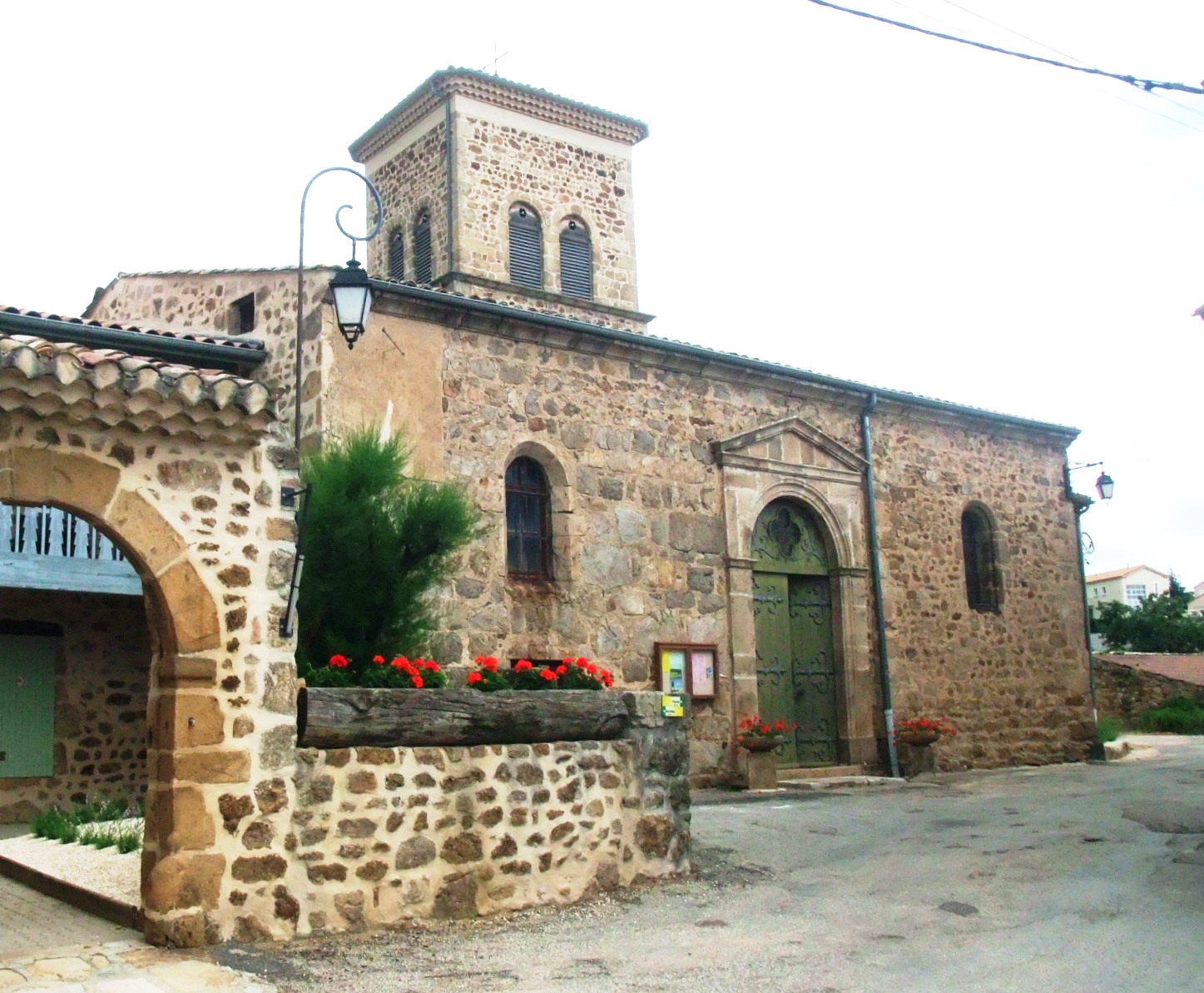
L'église actuelle est le résultat de plusieurs étapes de construction.

L'église de Saint-Clair a conservé une structure traditionnelle avec des chapelles, des pierres naturelles, et un clocher carré. Cette structure apparaît équilibrée, mais elle est en fait le fruit de constructions successives.
La partie la plus ancienne est sans doute le chœur, avec un style roman d'origine ou au moins respecté. Il pourrait dater du XIVe siècle. Sa fenêtre sud a été agrandie au cours des âges. Les deux autres fenêtres avaient été murées et ont été dégagées en 1990.
La chapelle nord est aussi une partie ancienne, qui existait au moins déjà en 1712. C'est sur ses murs épais qu'a été construit le clocher carré, dont la surélévation actuelle date de 1712. 

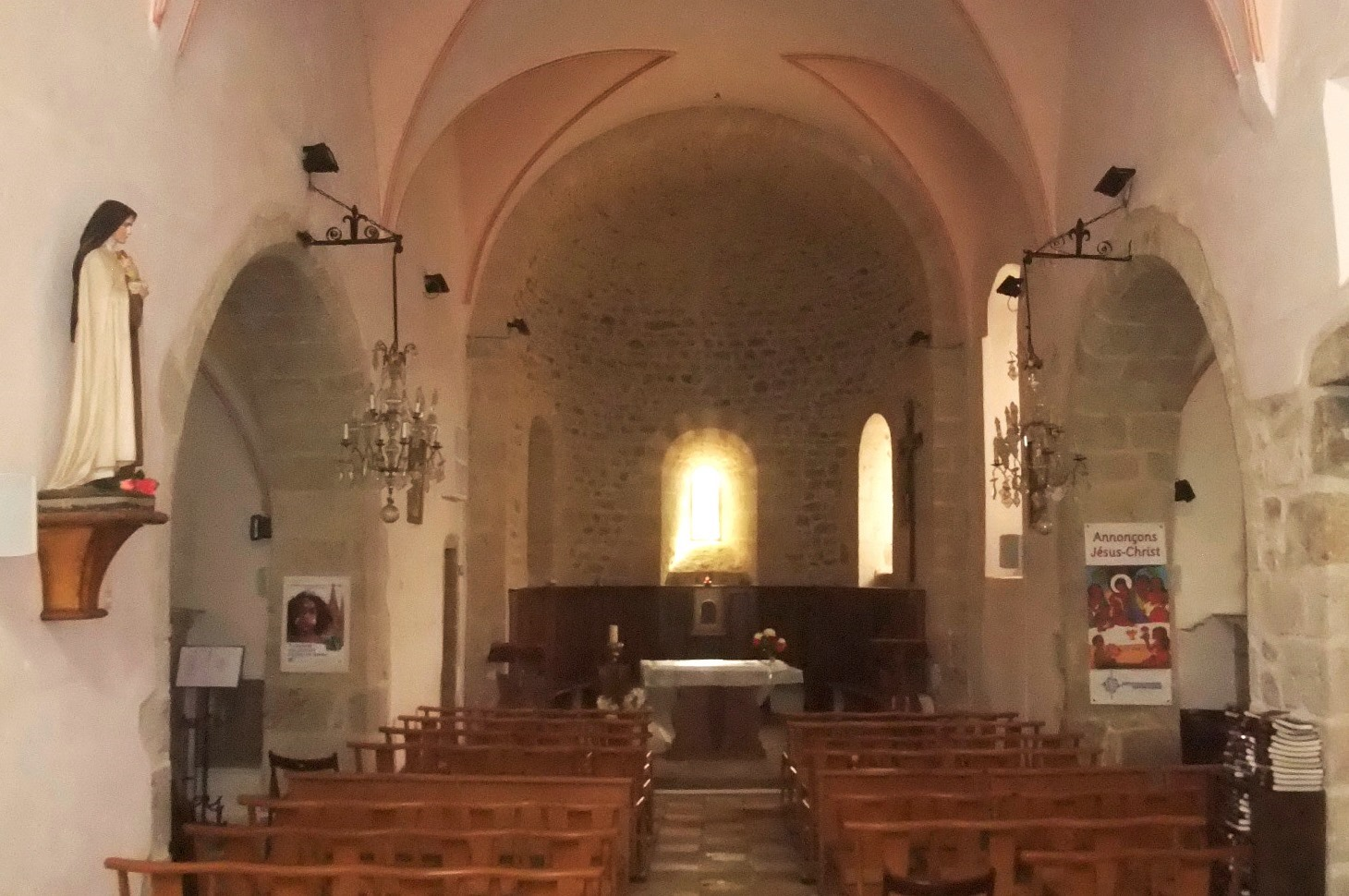
Un chœur roman et une nef restaurée.

Le reste de l'église est le résultat d'au moins deux restaurations importantes. En 1712, la nef a reçu des murs plus solides, avec une voûte qui a remplacé l'ancien plafond charpenté. La chapelle sud a été construite (ou reconstruite) par la suite. En 1859, la façade sud a été complétée par un porche fermé au-dessus de l'entrée, et par la construction de la salle de catéchisme. Cet agrandissement a sans doute inclus le rajout original d'un baptistère au fond de l'église, avec une fenêtre arrondie de plafond. À la suite a été construit un presbytère, qui sert maintenant de mairie.
Les dernières restaurations importantes datent du début des années 1990. Elles se sont attachées à composer une ambiance intérieure sobre, soignée, et propice au recueillement.
À l'extérieur la pierre tombale gravée rappelle le décès du jeune Félix Henri Marie Melchior de Voguë, décédé à l'âge de huit ans en 1823.
Actuellement, l'église dépend de la paroisse catholique « Bienheureux Gabriel Longueville » ,.

#### Le château de Gourdan
Le site de Gourdan a d’abord été un territoire seigneurial, occupant environ 1 000 hectares entre le domaine des Célestins à l’est, les territoires d’Annonay et de Boulieu au sud et à l’ouest, d’autres seigneuries au nord. Au XIVe siècle, il était la propriété de la famille annonéenne Du Peloux, avec sans doute au moins des bâtiments de ferme. 

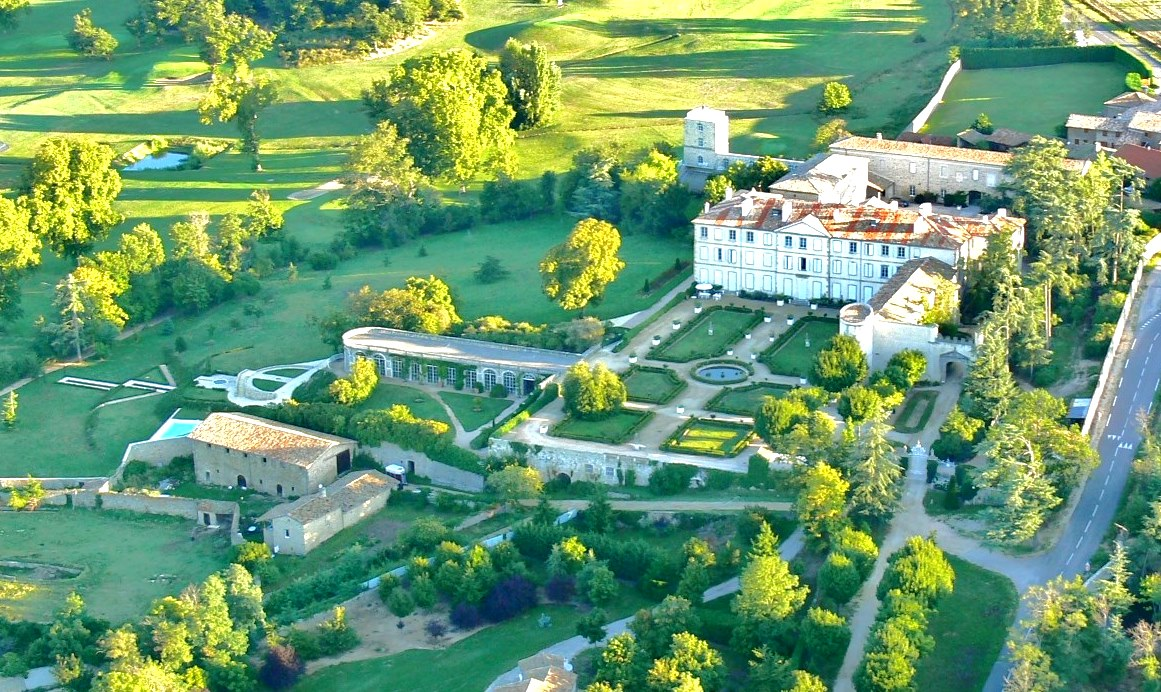
Un ensemble bien conservé.

La construction du premier château date de 1538 par François II du Peloux. Il comportait comme aujourd'hui deux bâtiments en L, mais d‘allure défensive. L’aile est a été conservée en grande partie : on y retrouve au rez-de-chaussée un cellier, la chapelle et les anciennes cuisines ; à l’étage, les pièces de vie et les chambres. La tour sud-ouest a aussi été conservée. Un donjon a existé à l’extrémité nord-ouest des bâtiments. Il a disparu vers 1750.
En 1605, le domaine est passé par mariage dans la famille de Vogüé. C’est en 1751 que le bâtiment nord a été reconstruit dans un style classique plus résidentiel et sur trois niveaux. Le rez-de-chaussée abrite les pièces de vie, tandis que les deux étages offrent une vingtaine de chambres. Elles n’ont pas été souvent occupées, car les propriétaires n’habitaient pas forcément leur château en hiver et ne recevaient pas souvent. Une vingtaine de personnes de service devaient être nécessaires pour assurer les travaux quotidiens.
Les jardins classiques ont été aussi aménagés au XVIIIe siècle, avec orangerie, terrasses et un réseau complexe de citernes.
Le dernier aristocrate propriétaire du château a été Eugène-Melchior de Vogüé, qui s'est rendu célèbre comme diplomate, écrivain, académicien et député de l'Ardèche. Il a vendu ce qui restait de la propriété en 1869. 

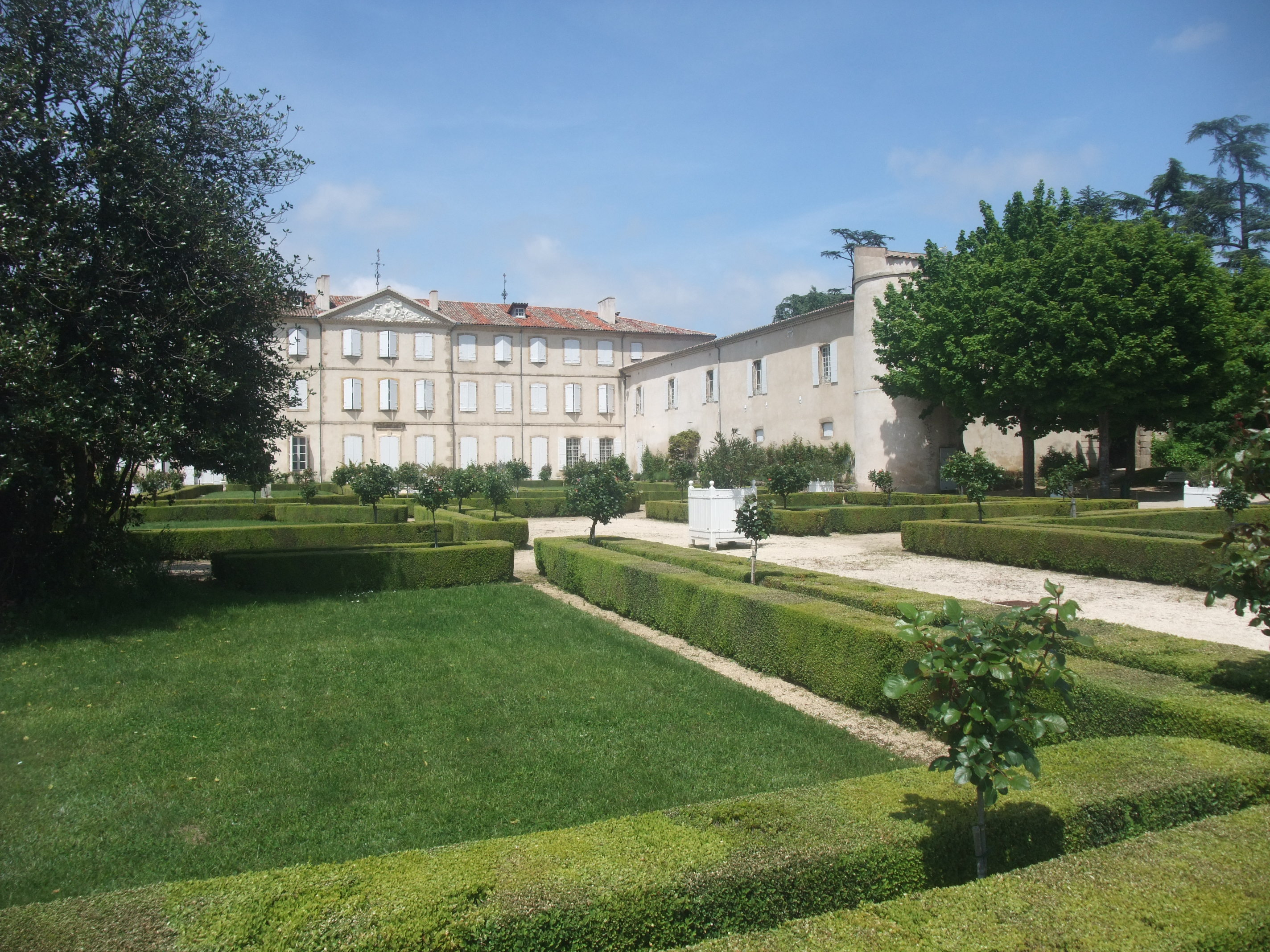
Des réaménagements XVIIIe siècle avec une aile plus ancienne (à droite).

Ce sont ensuite des familles d’industriels qui en ont été propriétaires : en 1869, Pauline Roux, née Desgrands et petite fille de Marc Seguin, mariée à Franck Roux, allié des familles Canson et Seguin. En 1906, Joseph Ribes, patron des tanneries Combe. En 1943, sa fille Geneviève, épouse de Guy Bechetoille. En 1985, de nouveaux propriétaires ont fini par renoncer à leur projet de maison de retraite, mais ont vidé le château de son mobilier avant de le revendre.
En 1987, le château a été racheté par Patrice Caillet, descendant d’une famille annonéenne. Lui et son épouse ont engagé de grands travaux pour le maintenir en bon état. Les deux bâtiments annexes de la cour nord ont été aménagés en salons de réception et en appartements pour location en belle saison. Les jardins sont ouverts pour des groupes sur rendez vous ou à tout public en certaines occasions.
Les domaines agricoles, de moins en moins rentables, ont été vendus au fil des siècles. L’ancien grand parc à l’anglaise est devenu golf. Le site restant occupe 2,5 ha. Le château et ses jardins sont inscrits à l’inventaire supplémentaire des monuments historiques depuis 1967.

#### Le golf de Gourdan

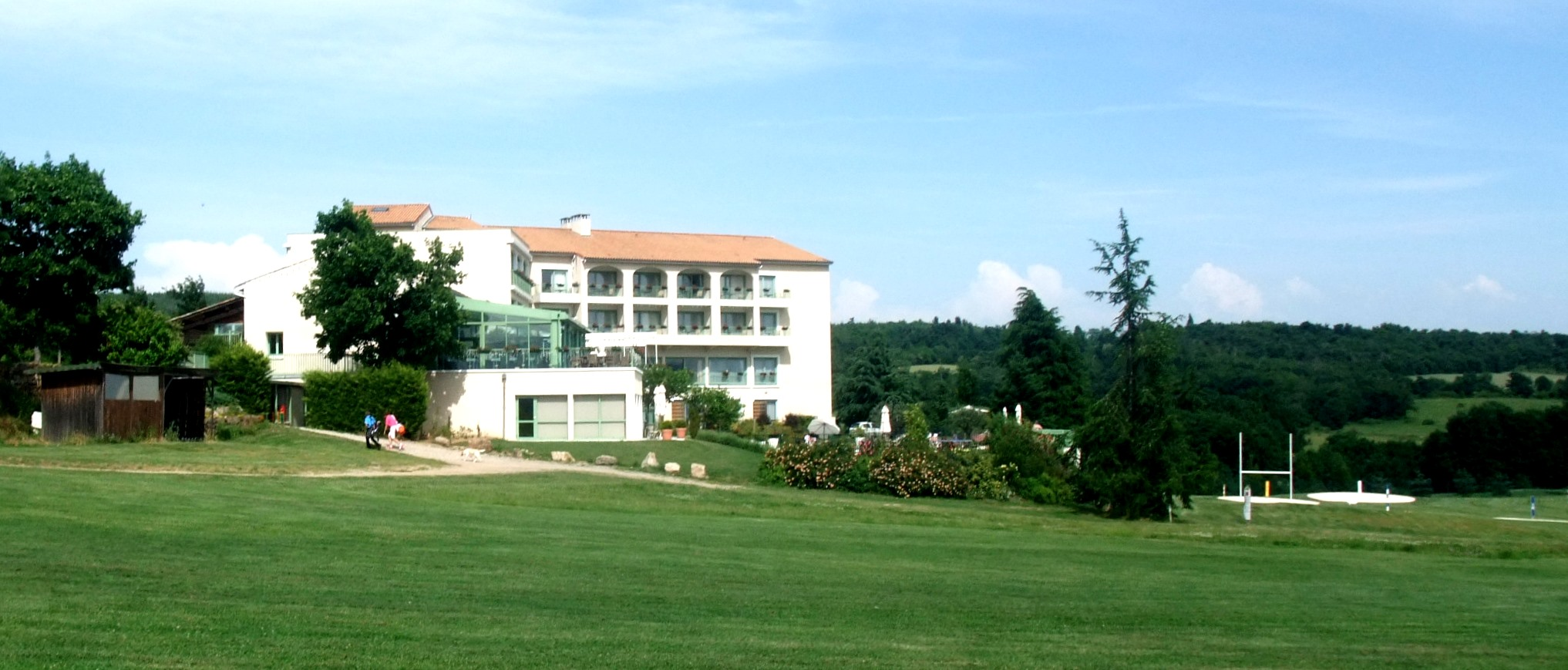
Le seul golf d'Ardèche.

Le parcours de golf (le seul en Ardèche) a été construit en 1988 sur des terres du château de Gourdan, avec d'ailleurs une partie encore environnée de murs. C'est un 18 trous Par 72 de 5 600 mètres. Le club rassemble plus de 200 pratiquants. Cet effectif progresse régulièrement, comme la pratique du golf en France.
Le golf, créé par M. Maes, a ensuite été racheté par Henri Torre. L'hôtel a été construit par M. Odouard.
Depuis 2007, le golf, l'hôtel et son restaurant sont devenus « le Domaine de Saint-Clair ». L'ensemble du site a été en effet racheté cette année-là par la société GDP Vendôme dirigée par Jean-François Gobertier. En 2013, le site du golf Saint-Clair emploie une trentaine de personnes, dont une petite dizaine pour l'accueil et l'entretien du golf.

#### Des secteurs de promenade

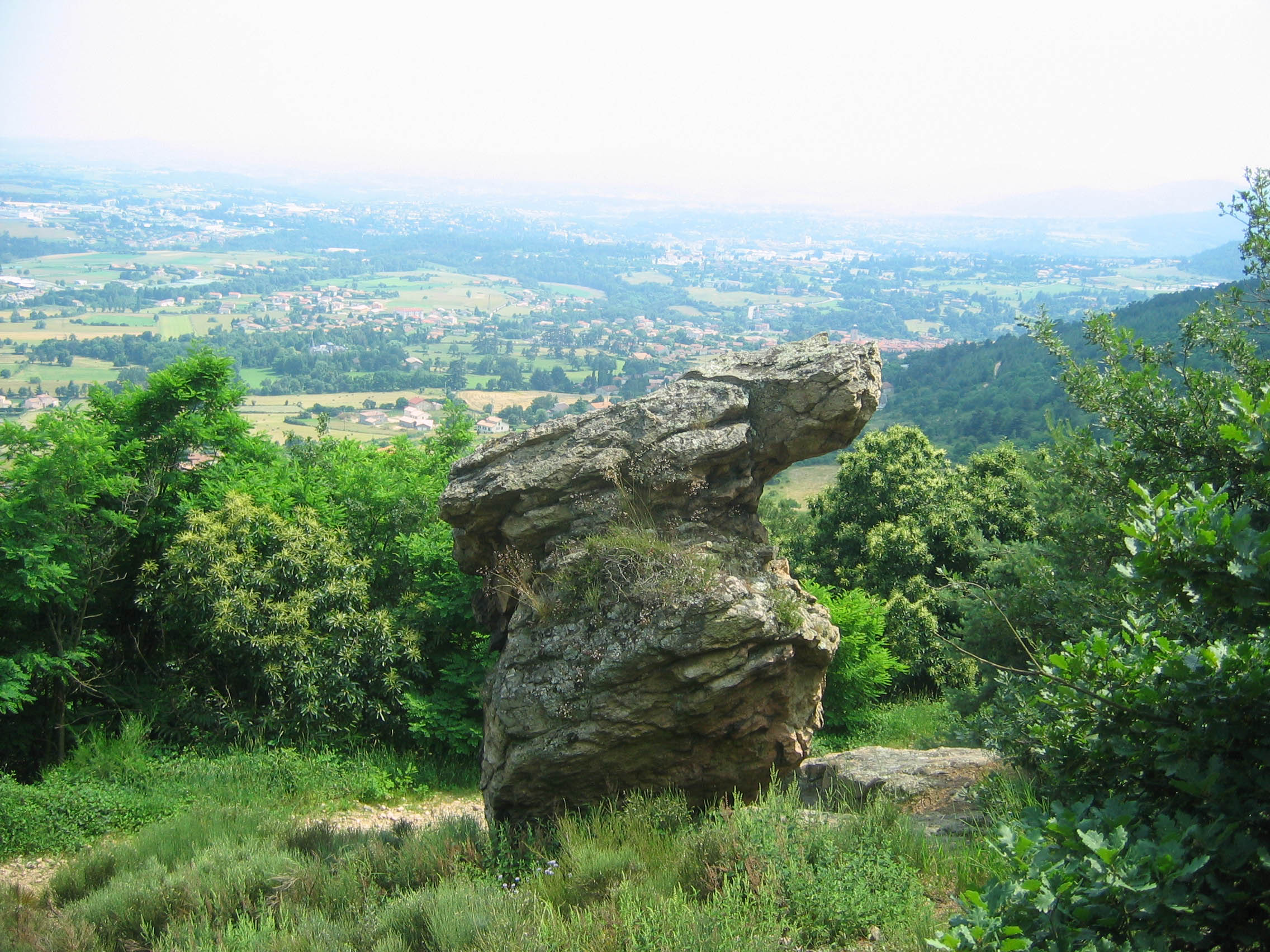
Le rocher du Tissou (du blaireau), au-dessus de la piste forestière.

Le secteur le plus intéressant se situe au-dessus de Combes. Ce massif forestier, à l'exception de quelques reboisements, n'est plus exploité depuis plusieurs décennies. On y trouve donc des espèces diverses avec une majorité de pins sylvestres et quelques pins maritimes. Plusieurs chemins partent du hameau de Combes et rejoignent la piste forestière qui monte de la Madone de Boulieu au secteur de Combe Noire. À mi-chemin, cette piste passe juste en dessous de la Pierre du Tissou (du blaireau), qui semble s'être arrêtée en équilibre instable sur la pente. Un peu plus haut, un sentier conduit à la Borne du Renard, plate-forme panoramique d'où s'élancent parfois des parapentes. La piste a été bordée par un parcours botanique et elle accueille ainsi en novembre les trails de 10 et 20 km « du Sentier botanique ». On peut aussi faire une boucle autour du Suc en allant jusqu'à Samoyas.
À l'autre extrémité de la commune, des chemins permettent de faire le tour du domaine de Gourdan. Un peu plus au sud, un chemin a été aménagé en piste cyclable.

### Personnalités liées à la commune
Le vicomte Marie-Eugène-Melchior de Vogüé, diplomate, écrivain, académicien et député de l'Ardèche en 1893-1898, né à Nice le 24 février 1848 et mort à Paris le 24 mars 1910. Eugène-Melchior de Vogüé, héritier du site de Gourdan, a passé sa jeunesse au château, puis a vendu la propriété en 1969.

### Héraldique
|  | Saint-Clair (Ardèche) possède des armoiries dont l'origine et le blasonnement exact ne sont pas disponibles. |

### Sources et bibliographie
- Comptes rendus des conseils municipaux.
- Bulletins municipaux.
- Archives de la paroisse.
- Patrice Caillet, Le château de Gourdan, 1999.
- Albin Mazon, Voyage autour d'Annonay, 1901.
- Guide de l'Union Touristique Ardèche Verte, 1991.
- Articles du Dauphiné libéré, et notamment reportages du 27 juillet 2013 de François Bassaget.
- Michel Barbe, « La vie dans les grandes demeures aux XVIIe et XVIIIe siècles, La Faurie et Gourdan : dans cahier consacré aux châteaux et grands domaines en Ardèche, de la Renaissance à nos jours (actes d'un colloque en 2014 à Annonay-Davézieux) », Cahier de Mémoire d'Ardèche et Temps Présent, no 126,‎ 15 mai 2015